# الانسان الکامل
مجموعه رسائل به مجموعه‌ای از مهم‌ترین آثار عبدالعزیز بن محمد نَسَفی معروف به عزیزالدین نسفی از عارفان فارسی‌نویس قرن هفتم گفته می‌شود. ماریژان موله این مجموعه را تصحیح کرده و نام الانسان الکامل را برای آنها انتخاب کرده، اما برخی این عنوان را مجعول می‌دانند چون نسفی در هیچ‌یک از آثار خود، چنین عبارتی ندارد.

## محتوا
کتاب به صورت یک مقدمه و ۲۲ رساله نوشته شده و هر رساله از چندین فصل تشکیل گردیده است و در بعضی نسخه‌ها فصل هائی اضافه شده‌است. موضوع کتاب، تبیین مبانی عرفان و تصوف است. به نظر می‌رسد نسفی این مقالات را در مدتی طولانی به رشته تحریر درآورده است. نخستین رساله به سال ۶۶۰ قمری، پیش از تخریب بخارا به دست اباقاخان، در این شهر تألیف شده‌است. رساله‌های بعدی در خلال سفر نسفی به جنوب غربی ایران، در شهرهای دیگر نوشته شده‌است.

## موضوع رسائل
مقدمه: در بیان شریعت، طریقت و حقیقت
رسائل:
۱: معرفت انسان
۲: توحید
۳: آفرینش ارواح و اجسام
۴: مبداء و معاد
۵: سلوک
۶: آداب خلوت
 ۷: عشق
 ۸: آداب اهل تصوف  ۹: بلوغ و حریت  ۱۰ : عالم صغیر و کبیر  ۱۱: عالم ملک و ملکوت ۱۲: عالم ملک و ملکوت  ۱۳: عالم ملک و ملکوت  ۱۴: لوح و قلم و دوات  ۱۵: لوح محفوظ ۱۶:لوح محفوظ عالم صغیر  ۱۷:احادیث اوائل ۱۸: وحی و الهام  ۱۹: سخن اهل وحدت  ۲۰: سخن اهل وحدت در بیان عالم ۲۱: ذات و نفس ۲۲: بهشت و دوزخ.

## نمونه متن کتاب
«اما بعد، چنین گوید اضعف ضعفا و خادم فقرا، عزیز بن محمد النسفی، که جماعت درویشان -کثّرهم‌الله- از این بیچاره درخواست کردند، که می‌باید که در معرفت انسان رساله‌ای جمع کنید و ظاهر و باطن انسان را شرح کنید. یعنی بیان کنید که از روی صورت خلقت انسان چون است، و از روی باطن روح انسانی چیست و ترقی روح انسانی تا کجاست.»

## چاپ‌ها
چاپ نخست این کتاب در سال ۱۹۶۲ میلادی به وسیله قسمت ایران‌شناسی انجمن ایران و فرانسه در تهران و انجمن تحقیقات ایرانی دانشگاه پاریس و کتابخانه J.Maisonneuve در پاریس منتشر گردیده است. تجدید چاپ آن به همان سبک در سال ۱۳۶۲ در تهران چاپ شده‌است.